# Taralea cordata
Taralea cordata är en ärtväxtart som beskrevs av Adolpho Ducke. Taralea cordata ingår i släktet Taralea och familjen ärtväxter.

## Underarter
Arten delas in i följande underarter:
- T. c. cordata
- T. c. rigida